# Piotr Dembiński (informatyk)

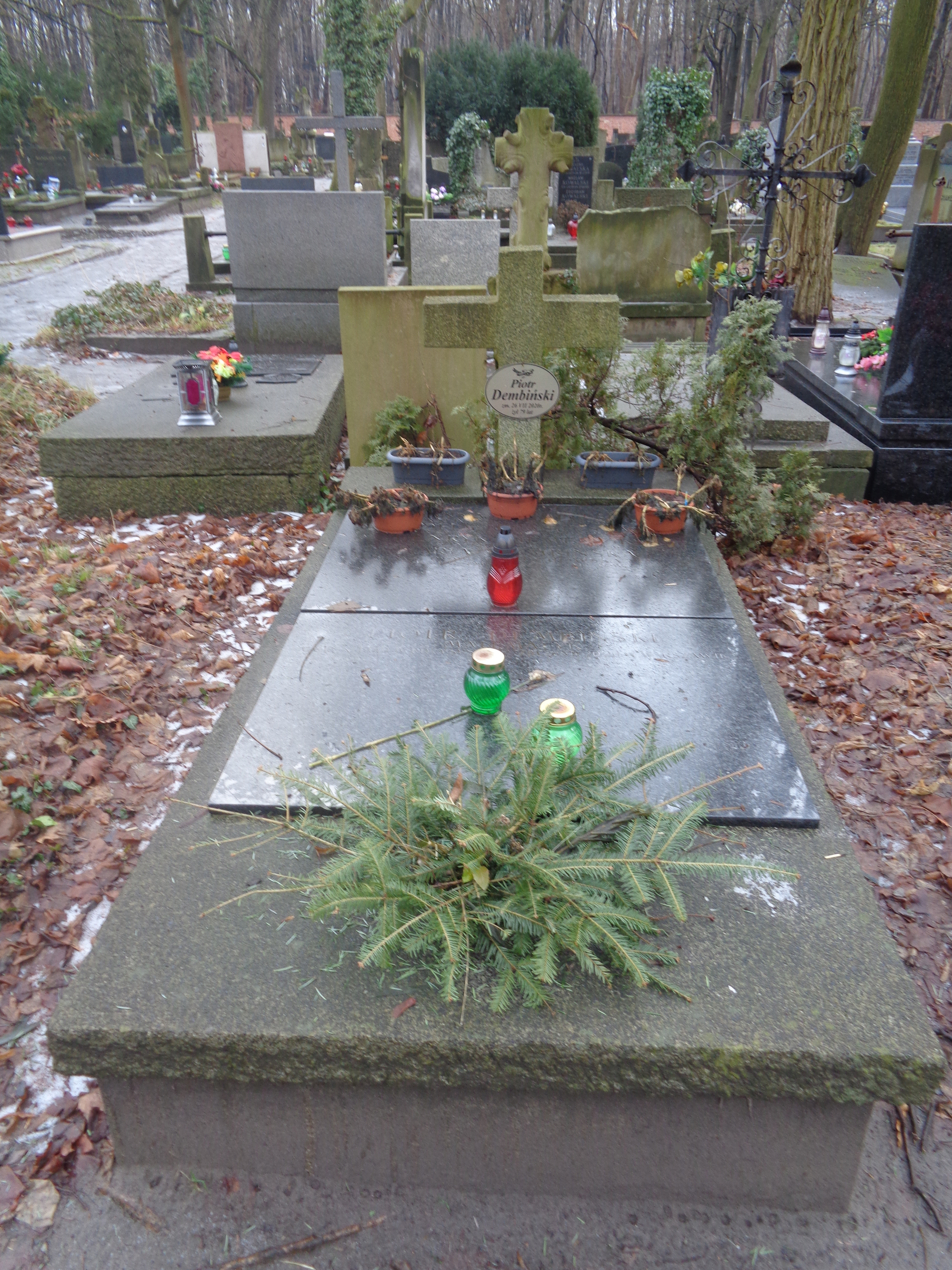
Grób Piotra Dembińskiego na Cmentarzu Powązkowskim

Piotr Mścisław Dembiński (ur. 16 października 1940 w Przysusze, zm. 26 lipca 2020 w Warszawie) – polski informatyk, profesor. doktor habilitowany.

## Życiorys
Syn Henryka i Marii. W 1958 ukończył Państwowe Liceum Plastyczne w Warszawie, w latach 1958–1964 studiował na Wydziale Architektury Wnętrz Akademii Sztuk Pięknych w Warszawie, w latach 1962–1966 matematykę na Uniwersytecie Warszawskim. W 1966 uzyskał tytuł magistra matematyki i rozpoczął pracę w Instytucie Matematyki UW. W 1971 obronił pracę doktorską On some aspects of equivalents of digital machines napisaną pod kierunkiem Zdzisława Pawlaka. Od 1971 pracował w Centrum Obliczeniowym Polskiej Akademii Nauk, przekształconym w 1976 w Instytut Podstaw Informatyki Polskiej Akademii Nauk. Tam w 1980 uzyskał stopień doktora habilitowanego na podstawie pracy Mathematical methods in defining programming languages. W 1991 nadano mu tytuł profesora w zakresie nauk technicznych. W latach 1996–2007 był dyrektorem Instytutu.
Był także zatrudniony na stanowisku profesora zwyczajnego w Katedrze Systemów Inteligentnych na Wydziale Informatyki Polskiej i Japońskiej Akademii Technik Komputerowych.
Był członkiem komitetu Informatyki Polskiej Akademii Nauk, od 1994 członkiem korespondentem Towarzystwa Naukowego Warszawskiego.
W 1999 został odznaczony Krzyżem Kawalerskim Orderu Odrodzenia Polski.
Zmarł 26 lipca 2020. Pochowany na cmentarzu Powązkowskim (kwatera 303, rząd 5, grób 3).